# San Luis (Perù)
San Luis è un comune del Perù, situato nella regione di Ancash e capoluogo della provincia di Carlos Fermín Fitzcarrald.